# ヤニス・リッツォス
ヤニス・リッツォス(Yiannis Ritsos, 1909年5月1日 - 1990年11月11日)は、ギリシャの詩人、政治活動家、第二次世界大戦でギリシャレジスタンスのメンバーとして活動した。

## 経歴
ギリシャのモネンバシアの裕福な地主の家で生まれたが、子供の頃に家族は財産を失った。母と長兄は結核で早くに死去し、父は精神疾患と戦う、財産が破綻したことは彼の詩に影響を与えている。1927年から1931年まで結核に感染したことからサナトリウムに入院した。
1934年にギリシャ共産党に入党した。労働者階級のサークルに集う友人たちと親交を続け、1934年に詩集「Tractor」を刊行した。1935年には「Pyramids」を発表した。コスティス・パラマスによって詩才を賞賛された。
彼の代表的な詩「Epitaphios」は1936年5月にテッサドニキでタバコ産業の労働者による大規模なデモに触発されたものであり、ギリシャ詩形の伝統を壊し、明確で簡潔な言葉で人々に団結を訴えるメッセージを表した。
1936年8月にイオアニス・メタクサスが率いる右翼独裁政治が誕生した。リッツォスの詩集「Epitaphios」はアテナイのアクロポリスのふもとで公然と焼却された。これに答えるかのように作風は変わって特にシュルレアリスムに没頭した。この頃に「The song of my Sister」(1937)や「Symphony of the spring」(1938)を発表した。
枢軸国によるギリシャ占領の時期にリッツォスは民族解放戦線のメンバーになりギリシャレジスタンスのための詩を複数書いた。1945年に死去したレジスタンスリーダーにささげた詩のブックレットはよく知られている
。
戦後、勃発した内戦でも左翼を支援した。1948年に彼は捕縛され収容所に4年間投獄された。
1950年代にリッツォスの詩「Epitaphiosha」はミキス・テオドラキスによって曲を付けられてギリシャ左翼のアンセムになった。
リッツォスは1967年にギリシャ軍事政権によって逮捕されギャロスの収容所にそれからサモスヘ最終的にレムノスに送られた。
釈放されたあと、1970年代に多数の詩集を発表した。詩の内容が左翼的だったことから軍事政権によって公開を禁止された。
ノーベル賞の文学賞に数回ノミネートされ、またレーニン平和賞を1975年に受賞した。1985年にフェスティバルストルガ詩の夕べで偉大な詩人に贈られる金冠賞を受賞した。
1990年にアテネで死去した。娘のエリはギリシャ共産党の党員であり、欧州議会議員選挙にも出馬した。

## 作品
- Chronicle of Exile, tr. M. Savvas (1977) [select poems]
- Eighteen Short Songs of the Bitter Motherland, tr. A. Mims, illus. Y. Ritsos (1974) [Greek and English]
- Exile and Return, tr. E. Keeley (1985; repr. 1987, 1989) [select poems]
- Gestures and other poems, 1968-1970, tr. N. Stangos, illus. by the poet (1971)
- Repetitions, Testimonies, Parentheses, tr. E. Keeley (1990)
- Selected Poems 1938-1988, tr. K. Friar, K. Myrsiades & others (1989)
- Selected Poems, tr. N. Stangos (1974)
- The Fourth Dimension, tr. P. Green, B. Bardsley (1993)
- Late Into the Night: The Last Poems of Yannis Ritsos, trans. Martin McKinsey (Oberlin College Press, 1995). ISBN 0-932440-71-1
- Diaries of Exile, Archipelago Books, ISBN 978-1-935744-58-0, (2012)
- Petrified Time: Poems from Makrónissos, trans. Martin McKinsey and Scott King (Red Dragonfly Press, 2014).  ISBN 978-1937693237.
- Twelve Poems About Cavafy, tr. Paul Merchant (Tavern Books, 2010)
- Monochords, tr. Paul Merchant (Tavern Books, 2017)

日本語訳
- 『括弧　リッツォス詩集』 中井久夫訳、みすず書房、1991
  - 増訂版『リッツォス詩選集』 中井久夫訳、解説谷内修三「中井久夫の訳詩を読む」、作品社、2014
- 『ヤニス・リッツォス詩集』 東千尋編訳、土曜美術社出版販売、2019